# Liste der Justizvollzugsanstalten in Mecklenburg-Vorpommern
Die Liste der Justizvollzugsanstalten in Mecklenburg-Vorpommern führt bestehende und ehemalige Justizvollzugsanstalten im Land Mecklenburg-Vorpommern auf.

## Justizvollzugsanstalten
| Justizvollzugsanstalt                | Ort            | Inbetriebnahme | Belegungsfähigkeit | Bemerkungen      | Bild |
| ------------------------------------ | -------------- | -------------- | ------------------ | ---------------- | ---- |
| Justizvollzugsanstalt Bützow         | Bützow         | 1839           | 533                |                  |      |
| Justizvollzugsanstalt Neubrandenburg | Neubrandenburg | 1987           | 128                | 2018 geschlossen |      |
| Jugendanstalt Neustrelitz            | Neustrelitz    | 2001           | 297                |                  |      |
| Justizvollzugsanstalt Stralsund      | Stralsund      | 2003           | 195                |                  |      |
| Justizvollzugsanstalt Ueckermünde    | Ueckermünde    | 1953           | 140 (2003)         | 2009 geschlossen |      |
| Justizvollzugsanstalt Waldeck        | Waldeck        | 1996           | 382                |                  |      |
| Jugendarrestanstalt Wismar           | Wismar         | 1935           | 16                 | 2014 geschlossen |      |